# Carosello Carosone n. 5
Carosello Carosone n. 5 è il quinto album del musicista italiano Renato Carosone, pubblicato il 1 aprile 1957.
Venne inciso come Renato Carosone e il suo Sestetto.

## Tracce
Lato 1
1. Chella llà (testo: Taccani, Di Paola - musica: Bertini)
2. Tu vuò fà l'americano (testo: Nisa - musica: Carosone)
3. Amaramente (testo: Bonagura - musica: Carosone)
4. Il pericolo n. 1 (testo: Bonagura - musica: Cozzoli)

Lato 2
1. Serenatella sciuè sciuè (testo: De Mura - musica: Albano)
2. 'O suspiro (testo: Nisa - musica: Carosone)
3. Que serà, serà (testo: Evans - musica: Livingston)
4. Mamma Rosa (Paone)

## Formazione
- Renato Carosone - pianoforte, voce in "Chella llà", "Tu vuò fà l'americano" e "Serenatella sciuè sciuè"
- Silvano Santorio - chitarra
- Piero Giorgetti - contrabbasso, voce in "Amaramente", "Il pericolo n. 1", "Que serà, serà" e "Mamma Rosa"
- Marco Del Conte - sax, clarinetto
- Sergio Lombardini - sax, clarinetto
- Giovanni Tozzi Rambaldi - sax, clarinetto
- Gegé Di Giacomo - batteria, voce in "Mamma Rosa"